# هانس کوئست
هانس کوئست (آلمانی: Hans Quest؛ ۲۰ اوت ۱۹۱۵ – ۲۹ مارس ۱۹۹۷) یک هنرپیشه، صداپیشه و کارگردان اهل آلمان بود.
از فیلم‌ها یا برنامه‌های تلویزیونی که وی در آن نقش داشته است می‌توان به تخم مار اشاره کرد.